# Кронштадт (группа компаний)
Группа компаний «Кронштадт» — российский производитель беспилотных летательных аппаратов и крылатых ракет.

## Изделия

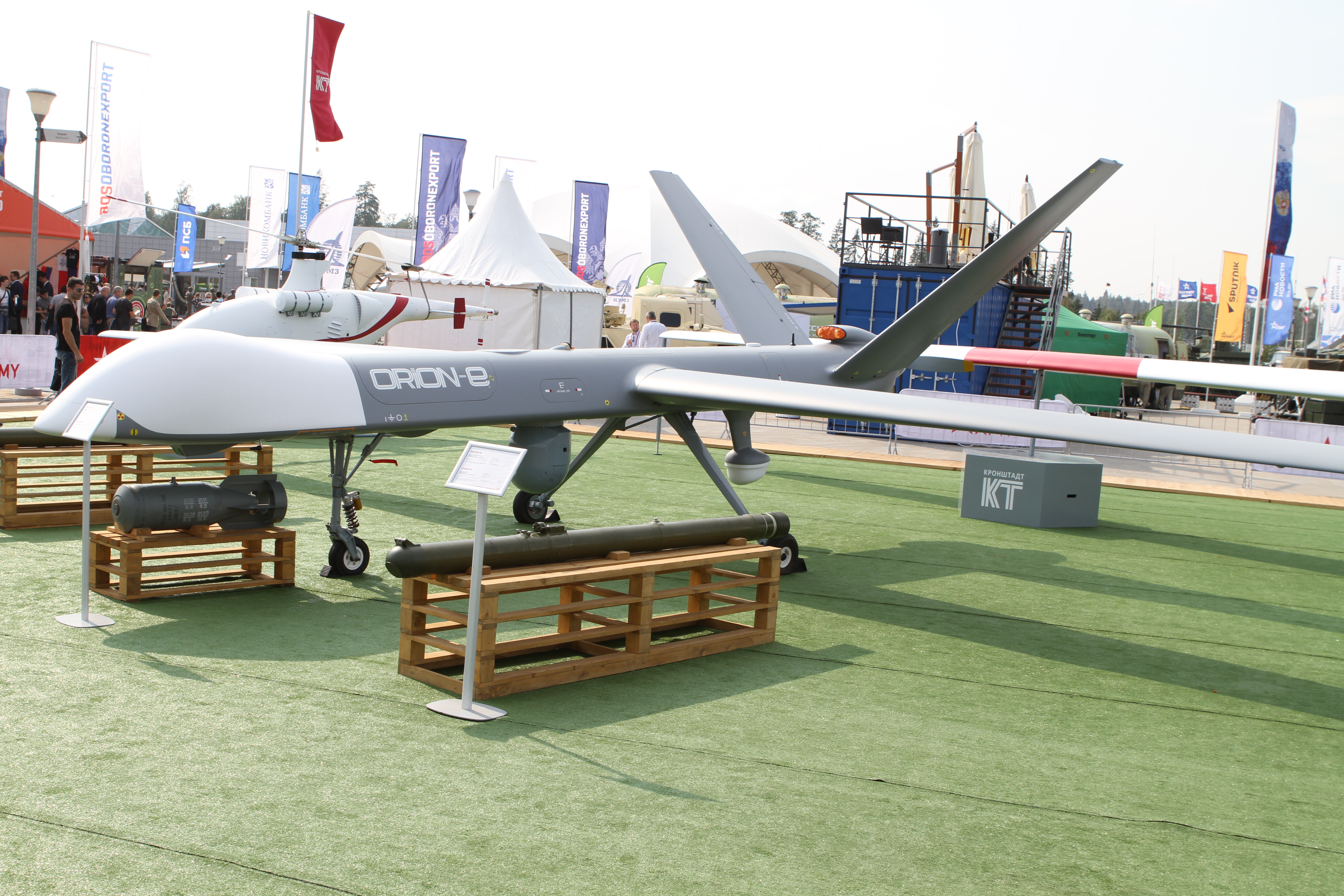
БПЛА Орион-Э, 2021 год.

- Орион. Разработка началась в 2011 году в рамках программы «Иноходец» Министерства обороны РФ[1]. По конструкции и предназначению Orion похож на американский Predator/Gray Eagle и китайский Wing Loong. Orion ориентирован как на внутренний, так и на экспортный рынок[2].

- «Сириус».  Масштабная модель БПЛА впервые была представлена в 2019 году на авиасалоне МАКС-2019[3][4].

- «Гром». Полноразмерный макет был представлен на выставке «Армия-2020»[5][6].

## Известность
Группа «Кронштадт» была представлена на Дубайском авиасалоне 2021 года.
В 2022 году группа попала под санкции Великобритании в рамках пакета санкций, направленных против участников войны с Украиной.
В мае 2025 года Главное управление разведки (ГУР) Украины сообщило, что Россия поставила на вооружение S8000 Бандероль — новую крылатую ракету производства группы «Кронштадт».

## Продукция
- Кронштадт Гелиос-РЛД
- Кронштадт Гром
- Кронштадт Орион
- Кронштадт Сириус
- S8000 Бандероль